# Kendrick Meek
Kendrick Brett Meek, född 6 september 1966 i Miami, Florida, är en amerikansk demokratisk politiker. Han representerade delstaten Floridas 17:e distrikt i USA:s representanthus 2003–2011. Han efterträdde sin mor Carrie P. Meek som var kongressledamot 1993–2003.

## Biografi
Meek avlade 1989 sin kandidatexamen vid Florida Agricultural and Mechanical University. Han var sedan trafikpolis i Florida Highway Patrol.
Efter att ha tjänstgjort i bägge kamrarna i Floridas legislatur blev han 2002 invald i USA:s representanthus. Han omvaldes tre gånger. Meek kandiderade till USA:s senat i mellanårsvalet i USA 2010.